# Georges Lote
Georges Lote (* 19. Mai 1880 in Lorient; † 15. Oktober 1949 in Aix-en-Provence) war ein französischer Romanist.

## Leben und Werk
Georges-Ernest Lote habilitierte bei abbé Jean-Pierre Rousselot (1846–1924) mit den beiden Thèses L'Alexandrin français, d'après la phonétique expérimentale (Paris 1913, Genf 1975) und La Rime et l'enjambement étudiés dans l'alexandrin français (Paris 1913). Er war Französischlektor an der Universität Bonn und Professor für französische Sprache und Literatur an der Universität Aix-en-Provence (Nachfolger: Charles Rostaing). Er ist vor allem bekannt für seine monumentale (überwiegend postum veröffentlichte) Geschichte der französischen Verskunst.

## Weitere Schriften
- La vie et l’œuvre de François Rabelais (= Bibliothèque de l’Université d’Aix-Marseille. Série 1: Droit-lettres. 1). Imprimerie universitaire E. Fourcine u. a., Aix-en-Provence u. a. 1938.
- Les origines du vers français. Imprimerie universitaire, Aix-en-Provence 1940.
- Histoire du vers français. 9 Bände. Bd. 1, Paris 1949, Aix-en-Provence 1991, Bd. 2, Paris 1951, Bd. 3, Paris 1955, Bd. 4.2.1, Aix-en-Provence 1988, Bd. 5.2.2., Aix-en-Provence 1990, Bd. 6.2.3, Aix-en-Provence 1991, Bd. 7, Aix-en-Provence 1992, Bd. 8, Aix-en-Provence 1994, Bd. 9, Aix-en-Provence 1996 (Bände 2–9 mit unterschiedlicher Beteiligung herausgegeben von Joëlle Gardes-Tamine, Jean Molino, Aïno Niklas-Salminen, Charles Rostaing, Lucien Victor).

### Schriften unter dem Pseudonym Julien Rovère
- Les Survivances françaises dans l’Allemagne napoléonienne. 1815–1914. Alcan, Paris 1918, (Digitalisat).
- La rive gauche du Rhin de 1792 à 1814 (= Petite Bibliothèque de la Ligue des Patriotes. 9, ZDB-ID 979353-7). Avec une préface de Maurice Barrès. Sirey, Paris u. a. 1919, (Digitalisat).
- L’Affaire de Saverne. Novembre 1913 – janvier 1914. Bossard, Paris 1919.
- La Bavière et l’Empire allemand. Histoire d'un particularisme. Nouvelle Librairie Nationale, Paris 1920.